# Radio Tataouine

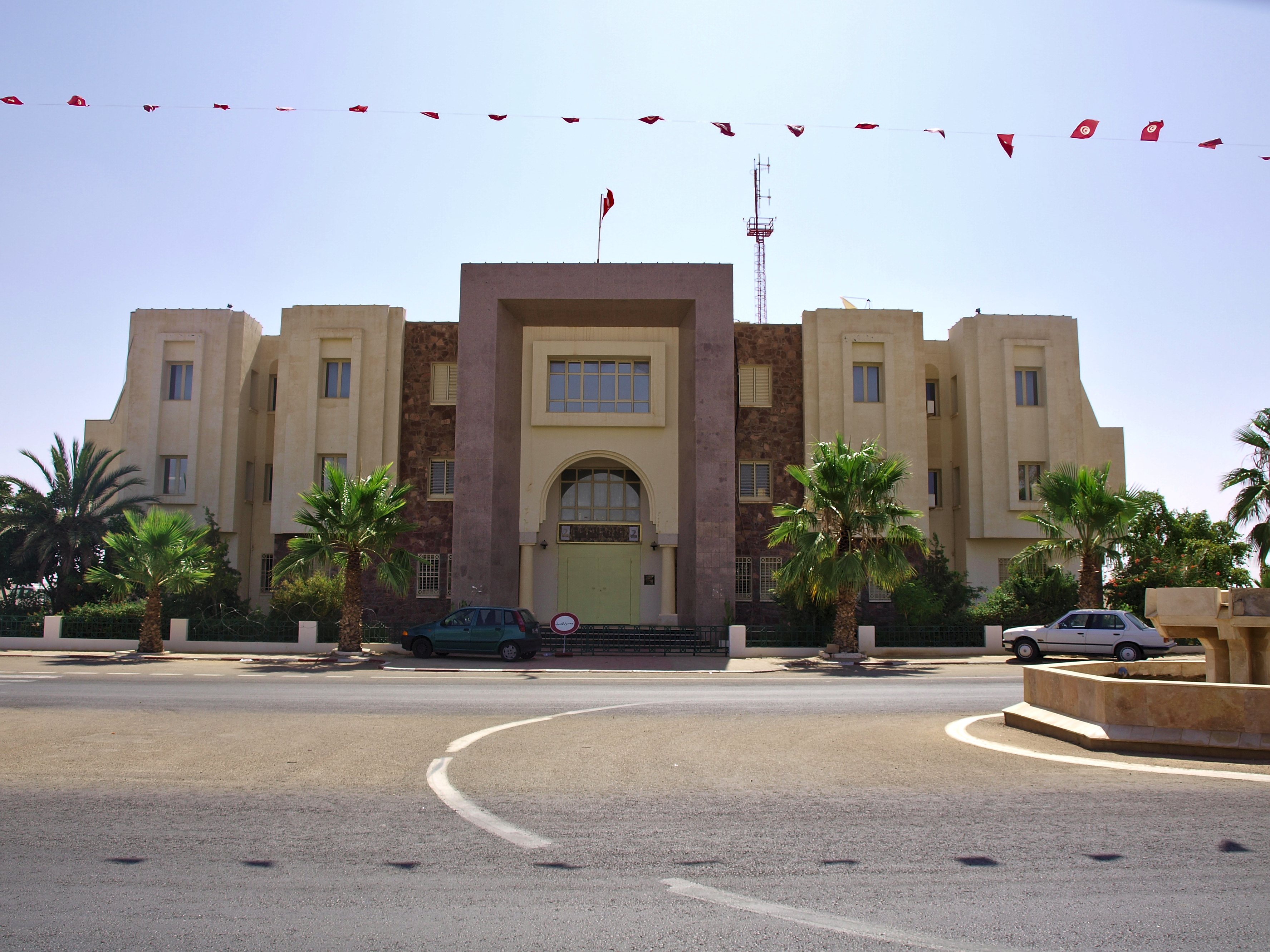
Siège de Radio Tataouine

Radio Tataouine (arabe : إذاعة تطاوين) est une radio régionale et généraliste tunisienne fondée le 7 novembre 1993. Elle couvre le sud-est du pays.
Arabophone, elle émet 20 heures par jour en modulation de fréquence à partir de son siège de Tataouine comprenant trois studios dont un numérique.